# Love over Gold
Love over Gold – czwarty album Dire Straits, wydany w 1982.

## Lista utworów
1. „Telegraph Road” – 14:15
2. „Private Investigations” – 6:45
3. „Industrial Disease” – 5:49
4. „Love over Gold” – 6:16
5. „It Never Rains” – 7:54

Wszystkie utwory zostały napisane przez Marka Knopflera.

## Twórcy
- Mark Knopfler – gitara, śpiew
- Hal Lindes – gitara
- Alan Clark – instrumenty klawiszowe
- John Illsley – gitara basowa
- Pick Withers – perkusja
- Mike Mainieri – wibrafon
- Ed Walsh – programowanie syntezatorów